# Rudolf Steinerseminariet

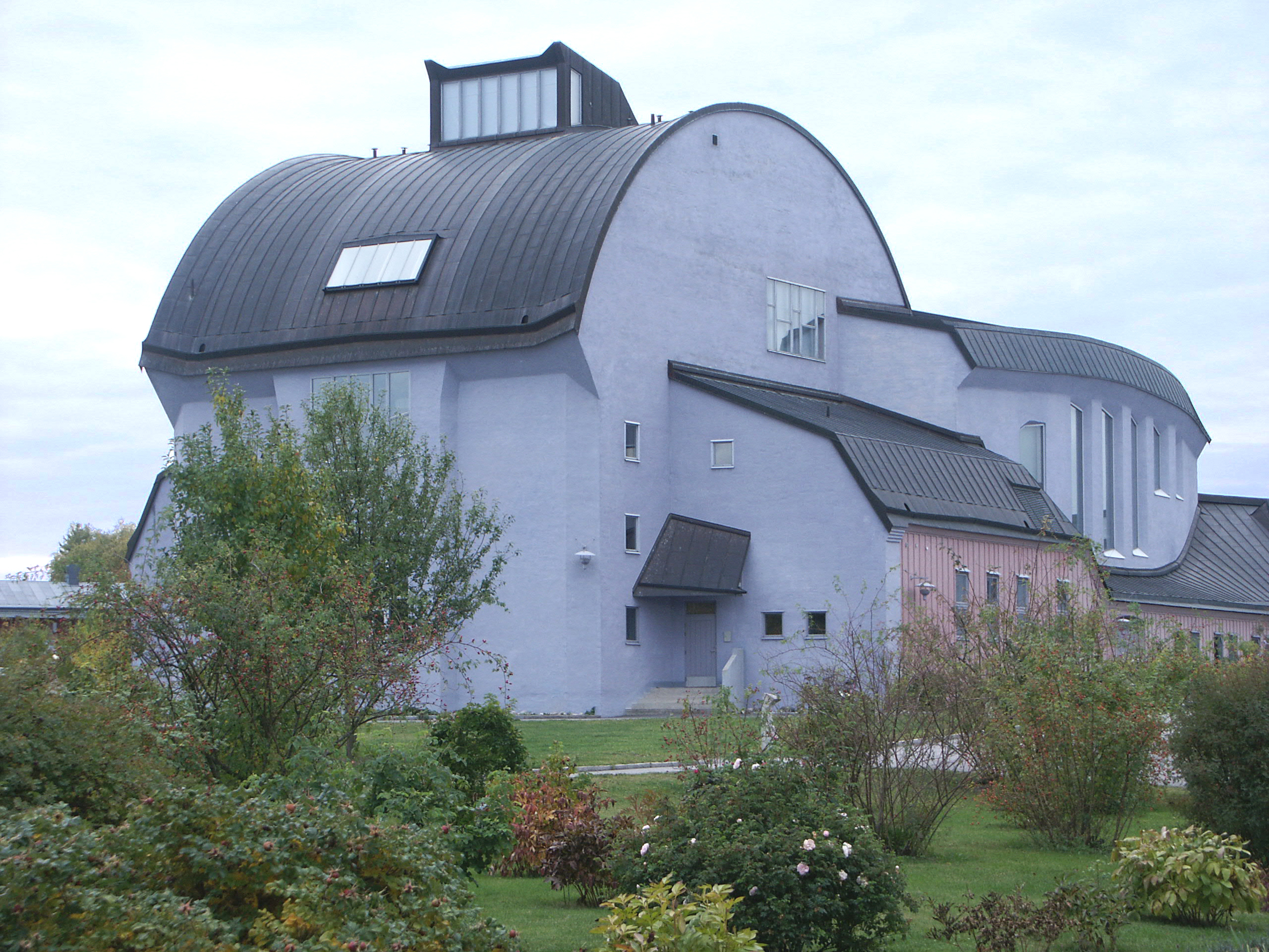
Kulturhuset i Ytterjärna.

Rudolf Steinerseminariet är ett antroposofiskt kulturcentrum i Järna i Södertälje kommun söder om Stockholm.
Seminariet utgör antroposofernas nordiska centrum och innehåller skola, elevhem, bibliotek, verkstäder, konserthus, butiker, sjukhus, bageri och eurytmihus. Anläggningen omfattar ett stort antal byggnader, uppförda mellan åren 1968 och 1992 efter ritningar av arkitekt Erik Asmussen. Dessa har en mycket speciell organisk arkitektur, som präglas av den antroposofiska lärans teorier kring ljus, färger och närhet till naturen.
Seminariet inledde 1965 sin verksahmhet i "Wig-wam", som fungerade som Bruno Liljefors bostad åren 1905–1917. Byggnaden ingår fortfarande i byggnadskomplexet.

## Fotogalleri

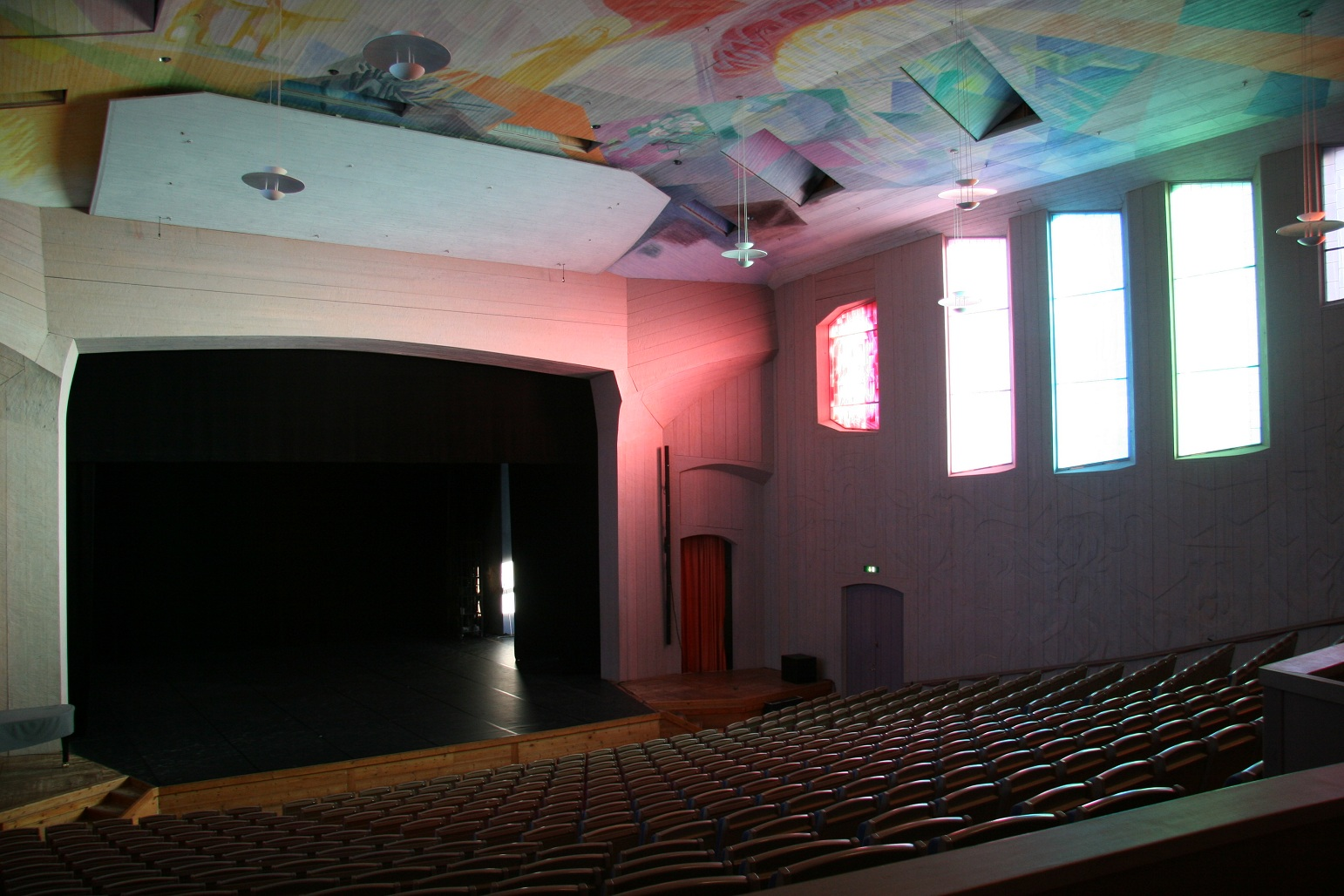
Konsertsalen i Kulturhuset.
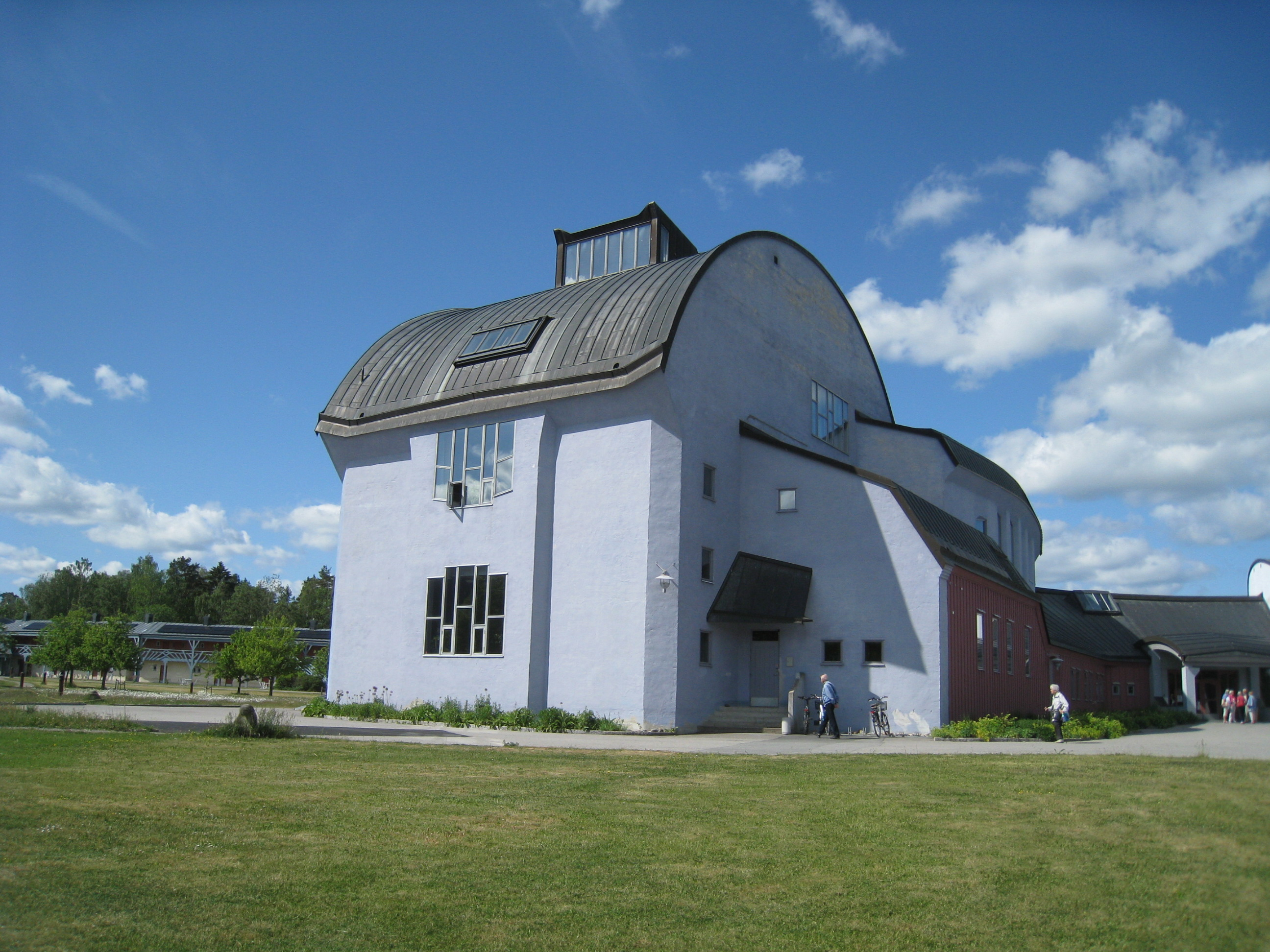
Rudolf Steinerseminariet, Järna.
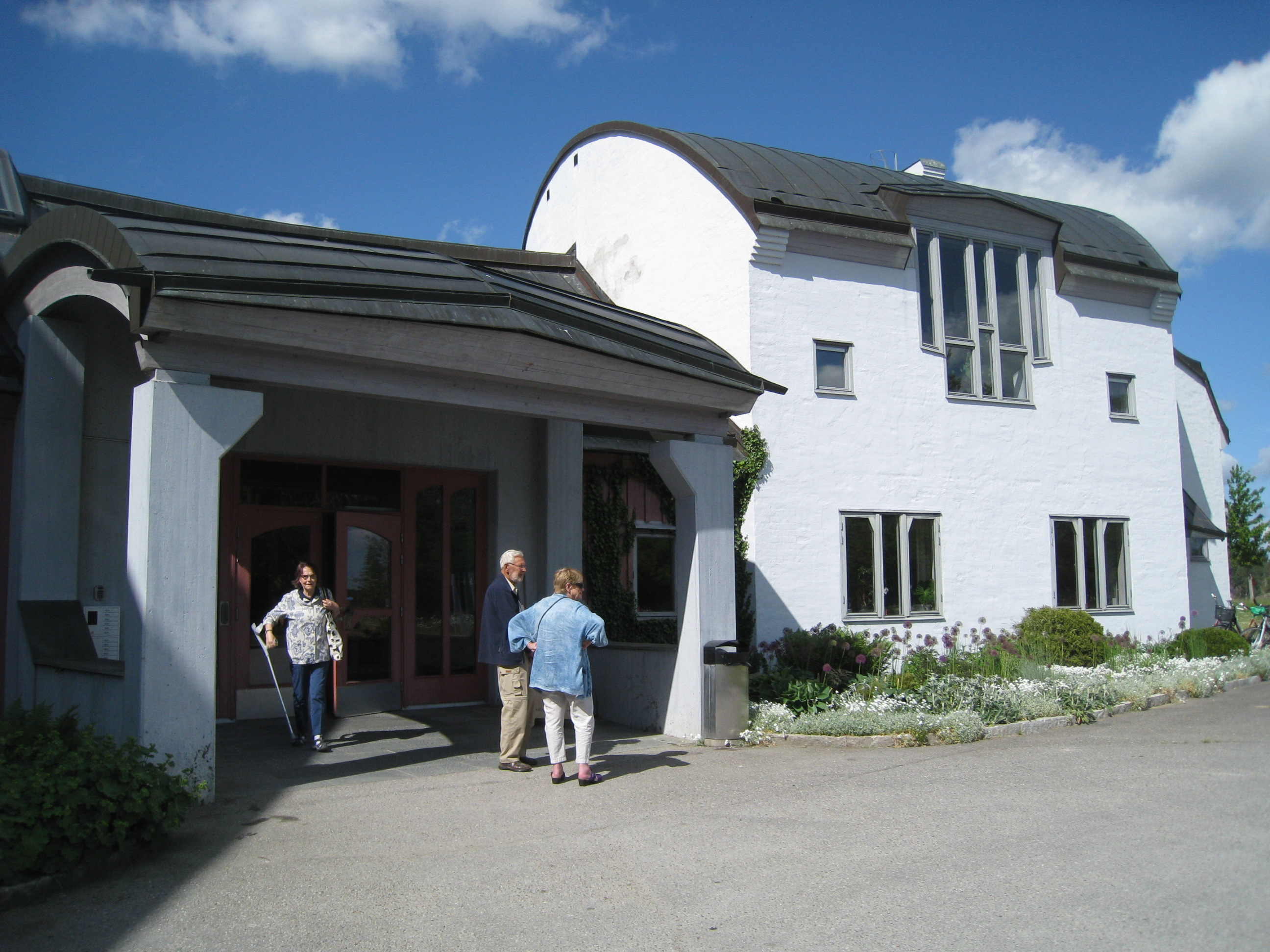
Rudolf Steinerseminariet, Järna.
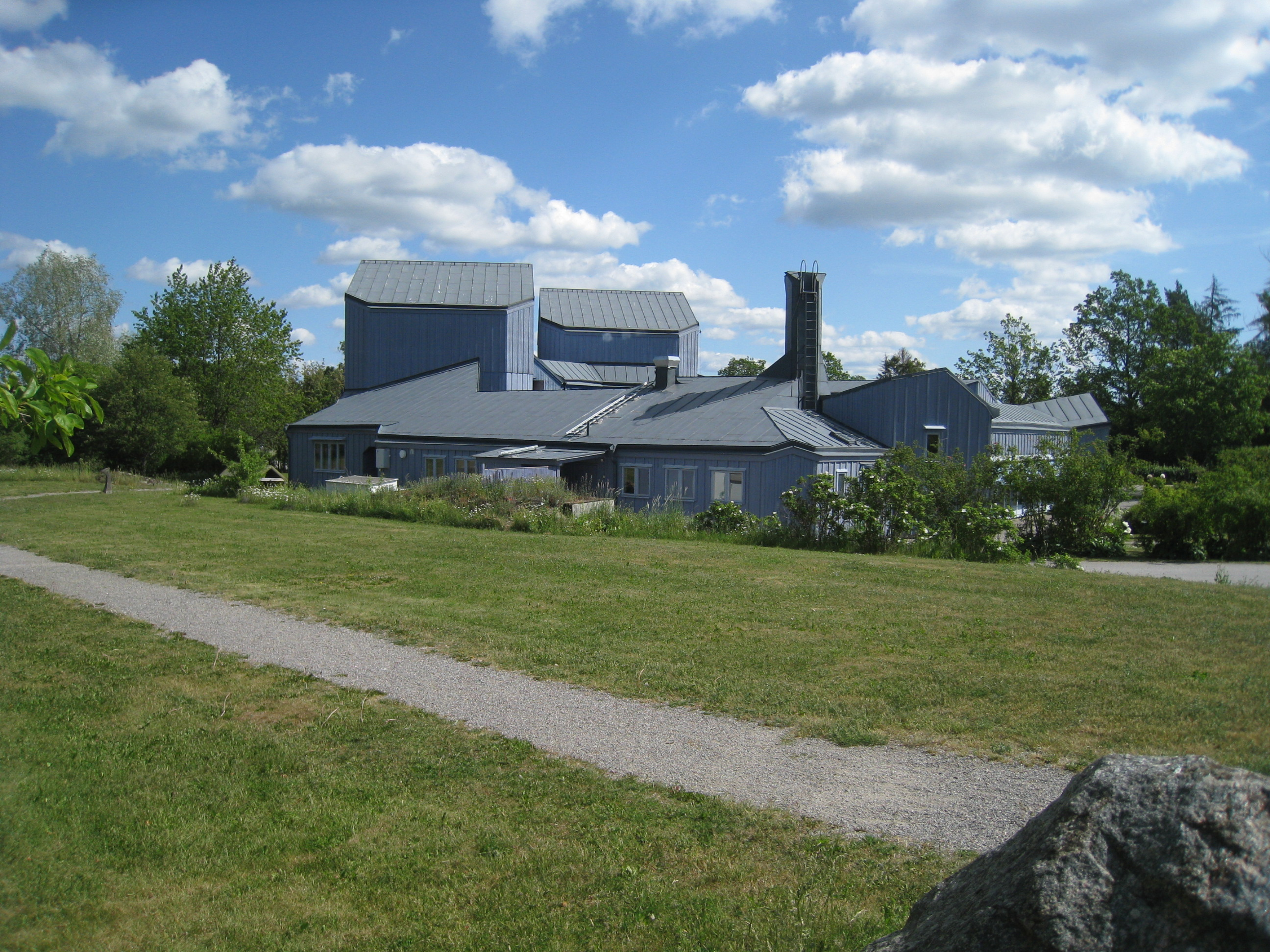
Kulturcentrum med Kulturhuset i Ytterjärna.
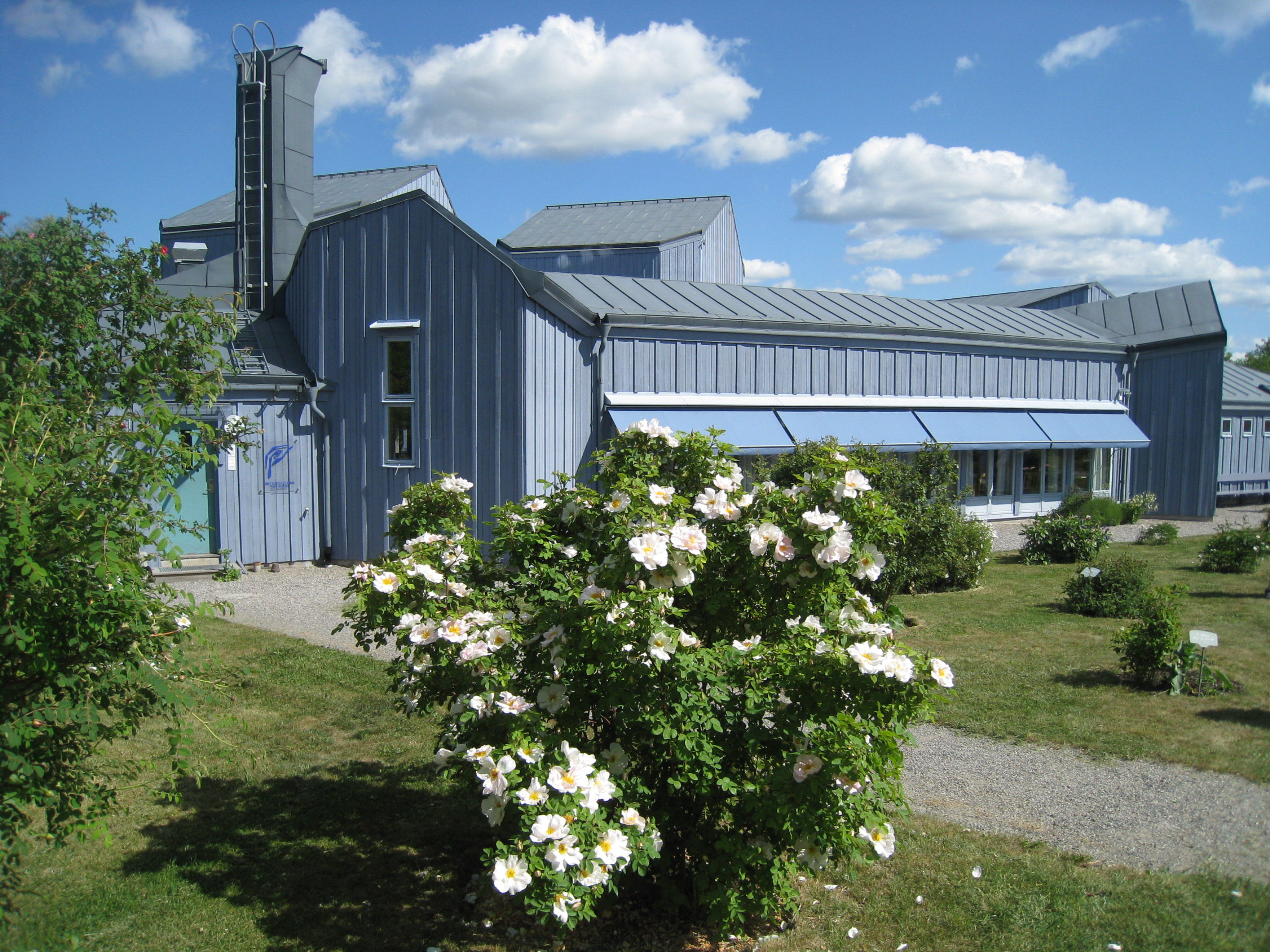
Kulturcentrum med Kulturhuset i Ytterjärna.
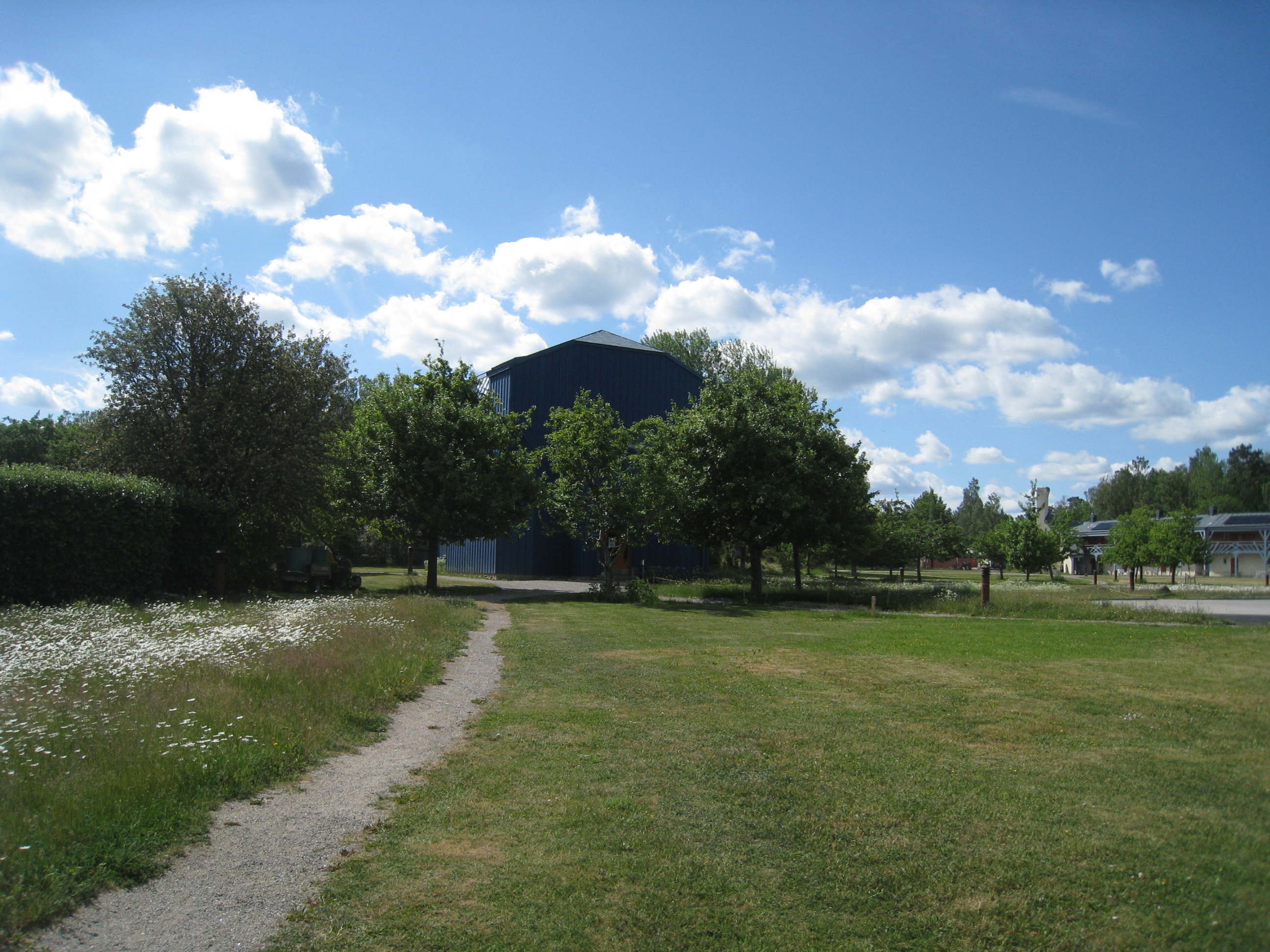
Kulturcentrum med en av de andra byggnaderna.